# (6959) Mikkelkocha
(6959) Mikkelkocha (1988 VD1) – planetoida z pasa głównego asteroid okrążająca Słońce w ciągu 4,93 lat w średniej odległości 2,9 j.a. Odkryta 3 listopada 1988 roku.